# 阿特诺尔
阿特诺尔是葡萄牙布拉干萨区的一个堂区。总面积23.11平方公里，总人口172人，人口密度7.4人/平方公里。